# Al-Hajj Ahmadu
Al-Hajj Ahmadu ou Ahmed es-Sudani ou al-Hajj Ahmadu Falatawi est un lettré musulman, un un pèlerin peul et un dramaturge, né vers 1866 à Kano, au nord de l'actuel Nigéria. Enfant d'une mère peule et d'un père haoussa, il suit une formation coranique jusqu'à l'âge de douze ans, puis accompagne son maître, un lettré appelé Mallam Usman, dans les campagnes militaires de l’émir de Katagum. Après sa formation, il devient écrivain public, réalisant notamment des charmes magiques, et part en 1896 pour effectuer le pèlerinage à La Mecque.
En 1902, alors qu'il est à Tunis, il rencontre le linguiste allemand Rudolf Prietze et engage avec lui une collaboration intellectuelle, lui transmettant un corpus important de textes en langue haoussa. Al-Hajj Ahmadu est ainsi l'auteur de plusieurs textes publiés au début du XXe siècle en Europe, en particulier de l'une des premières pièces de théâtre connues en langue haoussa.

## Biographie

### Enfance, formation et voyages d'un lettré de Kano
Al-Hajj Ahmadu est né vers 1866 à Kano. Sa mère est d'origine peule et son père haoussa, il maîtrise donc dès l'enfance parfaitement ces deux langues. Il grandit à Kano, l'un des centres urbains les plus importants du Sahel central, qui est à la fois le principal débouché commercial des deux routes transsahariennes venant de Tripoli, et une étape au sein des circulations intellectuelles de la région, entre Zinder, Agadez et Ghadamès.

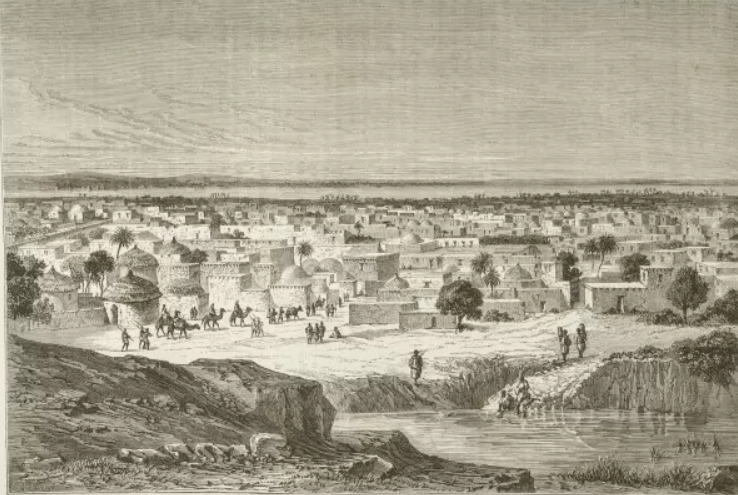
Vue de Kano en 1860

À Kano, des savants réputés prodiguent leurs enseignements à de jeunes hommes engagés dans des école coraniques. Al-Hajj Ahmadu est envoyé dans l'une d'elles à l'âge de sept ans et y suit l'enseignement du savant Mallam Usman jusqu'à douze ans. Dans le monde haoussa du XIXe siècle, le deuxième cycle d'étude coranique se réalise en se rendant de ville en ville pour recevoir l'enseignement des savants les plus réputés, afin d'acquérir les savoirs leur permettant de devenir à leur tour des lettrés, des malam. C'est probablement à cette époque qu'il apprend l'écriture ajami du haoussa, dont il se servira plus tard pour transmettre de nombreux textes au linguiste Rudolf Prietze.
En 1883, à l'âge de dix-sept ans, il accompagne son maître dans les campagnes militaires de l'émirat de Katagum, État voisin de Kano. Il y est engagé tantôt comme messager, tantôt comme cuisinier. Les années 1880 sont une période de forte instabilité dans la région, en partie causée par l'armée du chef de guerre Rabih, « sorte d'empire en mouvement » qui avance progressivement vers l'ouest du Sahel, jusqu'à faire tomber le sultanat du Borno en 1893. La ville de Kano, déchirée par une guerre civile, voit finalement la victoire de Aliyu Ibn Abdullahi-Maje Karofi en 1894, émir de Kano jusqu'en 1903, mais ressort fortement affaiblie de plusieurs années de conflit. Il semble qu'al-Hajj Ahmadu soit à cette époque devenu un écrivain public, rédigeant des charmes magiques, signe qu'il avait alors acquis le statut de malam, ou lettré,. La décision de quitter sa région natale en 1896 pour réaliser le pèlerinage à La Mecque s'inscrit dans le parcours classique d'un érudit du Sahel, mais a peut-être aussi été motivée par les fortes tensions politiques qui déstabilisaient alors la région.

### Pèlerinage et première composition connue
Alors qu'il est âgé d'environ trente ans, al-Hajj Ahmadu prend la route pour accomplir le hajj. Le pèlerinage constitue une étape fondamentale dans le parcours des lettrés soufis du Sahara et du Sahel central et s’accompagne sur le chemin de visites pieuses, qui sont appelées ziyarat. L'objectif est religieux, mais comporte également une dimension importante de formation intellectuelle, le lettré profitant de ce voyage pour visiter les différents centres de l'érudition islamique. Al-Hajj Ahmadu se rend d'abord à La Mecque, puis visite l'Égypte, Beyrouth et se trouve finalement à Jérusalem en 1898, la mosquée Al-Aqsa étant à cette époque un centre prestigieux d'enseignement coranique, puis à Smyrne et à Tripoli avant de se rendre à Tunis via Sfax après cinq années de voyage.
Lors de son séjour à Jérusalem, il assiste à la visite de l'empereur allemand et roi de Prusse Guillaume II. Cet épisode lui inspirera un texte en haoussa, l'une des premières compositions d'Ahmadu qui nous soit parvenue. Certainement composée oralement, elle est ensuite publiée au début du XXe siècle par Rudolf Prietze sous le titre “Der Besuch des deutschen Kaisers 1898 in Jerusalem. Nach dem von einem Augenzeugen, dem Haussa-Pilger Achmed, aufgeschriebenen und erläuterten Bericht", c'est-à-dire La visite de l’empereur allemand à Jérusalem en 1898, d'après le récit écrit et expliqué par un témoin oculaire, le pèlerin haoussa Achmed.

### Rencontre et collaboration avec Rudolf Prietze
Au début du XXe siècle, al-Hajj Ahmadu s'installe durablement à Tunis. En 1902, il y rencontre le linguiste allemand Rudolf Prietze, qui est alors à la recherche de locuteurs haoussa et kanouri pour compléter ses enquêtes linguistiques et qui se déplace à cette fin dans les villes du pourtour méditerranéen. Prietze correspond à cette époque régulièrement avec sa famille, qui a conservé cette correspondance jusqu'en 1906, mais au sein des   

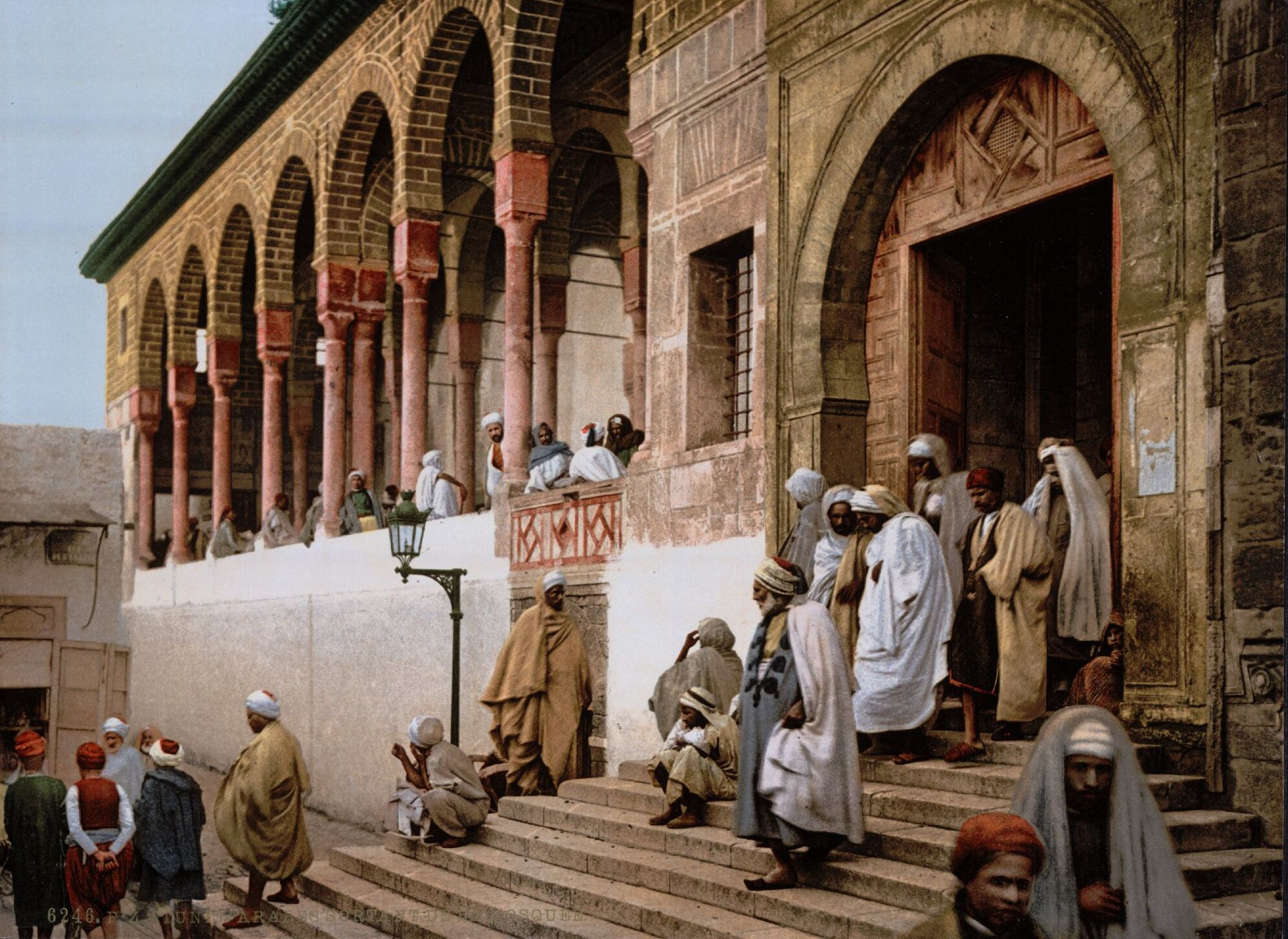
Mosquée de Tunis vers 1899

lettres échangées entre janvier et juin 1902, il n'y a aucune information sur l’avancée de ses travaux. Or, c’est précisément à ce moment qu’il entre en contact avec al-Hajj Ahmadu. L'ensemble des informations dont nous disposons sur leur travail commun est issu du point de vue de Prietze et n'a été mis en lumière que très récemment, notamment grâce aux travaux de Camille Lefebvre et d'Ari Awagana sur les collections linguistiques éditées par Prietze en haoussa et kanouri et sur ses correspondances personnelles.
Prietze était admiratif des compétences et du talent littéraire d'al-Hajj Ahmadu, qu'il décrivait comme doté d'un "esprit créatif et imaginatif", ou encore comme le « plus intelligent de tous mes informateurs haoussa », formule qui signale la condescendance de Prietze vis-à-vis de ses collaborateurs. Néanmoins, le nom d'al-Hajj Ahmadu n'apparaîtra jamais dans les ouvrages ou les articles publiés par Prietze, et n'a accédé à la postérité que bien plus tard, grâce aux travaux d'universitaires,. Ari Awagana et Camille Lefebvre, dans leur ouvrage sur la collaboration intellectuelle entre Rudolf Prietze et al-Hajj Musa, un lettré du Borno qu'il rencontra au Caire deux ans après Ahmadu, ont pourtant montré combien les textes transmis en à l'oral et en ajami haoussa par al-Hajj Ahmadu avaient servi de base à la collaboration du linguiste avec al-Hajj Musa. Prietze considérait que la maitrise de la culture écrite d'al-Hajj Ahmadu n'était pas aussi prononcée que celle d'al-Hajj Musa, il demanda donc à ce dernier de relire les transcriptions du premier, les écarts venant souvent du fait que Ahmadu parlait un haoussa de Kano, tandis que Musa parlait un haoussa du Damagaram.
Prietze est contraint de quitter Tunis du fait de son état de santé, ce qui met fin à sa collaboration avec al-Hajj Ahmadu. Cependant, les chercheurs Ari Awagana et Camille Lefebvre, en étudiant la correspondance de Prietze conservée à la Staats- und Universitätsbibliothek d'Hambourg sous la mention Nachlass Rudolf Prietze, ont découvert des courriers en ajami haoussa qu'al-Hajj Ahmadu avait continué d'envoyer à Prietze depuis Tunis, après que le linguiste ait quitté la ville.
Le linguiste n'entreprend que bien plus tard de publier, en allemand et en haoussa, les textes composés par al-Hajj Ahmadu, dans la revue Mittheilungen des Seminars für orientalische Sprachen an der Königlichen Friedrich- Wilhelms-Universität zu Berlin :     
- En 1924, le Récit de Hazz Ahmed, originaire de Kano : voyage dans le désert du marchand haoussa Mohammed Agigi[13].
- En 1926, La visite de l'empereur allemand à Jérusalem en 1898 : d'après le récit écrit et commenté par un témoin oculaire, le pèlerin haoussa Achmed[14].
- La même année, Les filles de Gaia. Une image des mœurs d'Afrique centrale tirée des communications de Ḥāž Ahmed, reproduite par R. Prietze[15].

### Les textes d'al-Hajj Ahmadu, dramaturge et auteur
L’œuvre littéraire d’al-Hajj Ahmadu est une contribution majeure à la littérature haoussa, notamment dans le domaine du théâtre dialogué. Deux textes, rédigés en 1902 à la demande du linguiste allemand Rudolf Prietze, ont accédé à une postérité particulière. Ces textes sont les premiers textes connus en langue haoussa qui soient rédigés dans un style dialogué, proche d'une forme théâtrale.
Le premier texte est intitulé Wüstenreise des Haussa-Händlers Mohammed Agigi (Voyage dans le désert du marchand haoussa Mohammed Agigi), qui met en scène le voyage transsaharien d'un commerçant, Muhammad Agigi, de Tripoli à Kano. Le texte adopte au départ le genre littéraire du récit de voyage construit sous forme de listes d'itinéraires, genre propre à l'oralité haoussa qui est ce que l'on répond, d'après l'historienne Camille Lefebvre, à l'interrogation : « Ina labarin tafiya/Quelles nouvelles du voyage ? ». Le texte déploie les nombreuses interactions que le commerçant engage avec les pouvoirs politiques pour négocier son passage, ainsi qu'avec les voyageurs et les autres commerçants. Il est à cet égard riche en informations factuelles sur les conditions de déplacement dans le désert, les routes commerciales et les nombreux obstacles que rencontrent les voyageurs transsahariens.
Ce texte adopte une forme de récit performé, proche d'une forme théâtrale, alternant entre narration réaliste, fiction dramatique et dialogues épiques, parfois humoristiques. Le style d’al-Hajj Ahmadu se distingue par sa vivacité et sa richesse stylistique, notamment dans l’usage de proverbes — plus d’une centaine — et d’expressions idiomatiques, caractéristique des oralités quotidiennes au Sahel,.
Le second récit, intitulé Gespräche in Rhat (Discussions à Ghat) n'est composé que de dialogues, qui se concentrent principalement sur les exploits militaires de Rabih Fadlallah, directement inspiré du personnage historique éponyme qui a bouleversé l'organisation politique de la région dans les années 1890. Le récit dépeint son ascension au pouvoir, ses origines et ses campagnes dans le Baguirmi, le Borno et ses dépendances occidentales (Zinder, Macina, Nguru, Gumel). Rabih Fadlallah défit finalement les armées du sultanat du Borno en 1893 et mit à sac la ville de Kukawa, avant de fonder la sienne propre, Dikwa. Al-Hajj Ahmadu n'est donc pas seulement un auteur doué d'un sens fin du dialogue et de la fiction, il est aussi un observateur exceptionnel de ce « monde en train d'évoluer », faisant de ce récit, bien que largement fictionnel, une source à part entière de l'histoire du Sahel à la veille de l'occupation coloniale.
Malgré les corrections linguistiques apportées plus tard par al-Hajj Musa et la publication au nom de Rudolf Prietze, al-Hajj Ahmadu reste l’auteur indiscutable de ces textes qui font partie des premières œuvres dramatiques connues en haoussa, avant les pièces d’Abubakar Imam (en) dans les années 1930.

### Les compositions littéraires d'al-Hajj Ahmadu
- (de + ha) Rudolf Prietze, « Wüstenreise des Haussa-Händlers Mohammed Agigi. In Gesprächen geschildert von Hazz Ahmed aus Kano », Mittheilungen des Seminars für orientalische Sprachen an der Königlichen Friedrich-Wilhelms-Universität zu Berlin, vol. 27,‎ 1924, p. 1-36
- (de + ha) Rudolf Prietze, « Wüstenreise des Haussa-Händlers Mohammed Agigi. Fortsetzung. Nach dem Diktat un den Erlaüterungen von Hazz Ahmed aus Kano heraus gegeben von Dr Rudolf Prietze », Mittheilungen des Seminars für orientalische Sprachen an der Königlichen Friedrich-Wilhelms-Universität zu Berlin, vol. 28,‎ 1925, p. 175-246
- (de + ha) Rudolf Prietze, « Der Besuch des deutschen Kaisers 1898 in Jerusalem : Nach dem von einem Augenzeugen, dem Haussa-Pilger Achmed, aufgeschriebenen und erläuterten Bericht », Mittheilungen des Seminars für orientalische Sprachen an der Königlichen Friedrich-Wilhelms-Universität zu Berlin, vol. 29,‎ 1926, p. 99-134

- (de + ha) « Die Mädchen von Gaia. Ein mittelafrikanisches Sittenbild aus den Mitteilungen Ḥāž Ahmed wiedergegeben von R. Prietze », Mitteilungen des Seminars für Orientalische Sprachen an der Königlichen Friedrich-Wilhelms-Universität zu Berlin, vol. 29,‎ 1926, p. 135-190

### Autres textes en collaboration avec Rudolf Prietze
- (de + ha) « Haussa-Sänger mit Übersetzung und Erklärung », Nachrichten von der Gesellschaft der Wissenschaften zu Göttingen, Philologisch-Historische Klasse, vol. 4,‎ 1916, p. 552-604 (lire en ligne)

### Historiographie contemporaine
- (en) Umaru B. Ahmed, « Muhammadu Agigi's Trans-Saharan Saga by Haji Ahmadu Kano: Comments on an Early Hausa Dramatic Text », History in Africa, vol. 18,‎ 1991, p. 23-38 (lire en ligne)
- (en) Gisela Brikay-Seidensticker, « Prietze's research associates », Borno Museum, vol. 11/12,‎ 1992, p. 27-37
- Camille Lefebvre, Des pays au crépuscule. Le moment de l'occupation coloniale (Sahel-Sahara), Paris, Fayard, 2021, 347 p.
- Ari Awagana et Camille Lefebvre, L'oeuvre en kanouri d'al-Hajj Musa ibn Hissein, un savant du Borno (Niger-Nigéria), Leyde/Boston, Brill, 2025, 500 p.